# Ryuuu TV
Ryuuu TVは、日本のYouTuberグループ。RyuとYumaの夫婦で共同配信するチャンネル。茨城県水戸市在住。日本国内において、台湾・香港マレーシアを中心とした中国語圏への影響力が最も大きいYouTuberグループ。テーマは主に日本の教育、観光情報や文化の紹介。

## メンバー
Ryu（1991年4月9日 - ）、本名Liu Wan Xian 刘万贤 （英語: Liew Wan Sian)（中国語: 刘万贤）
は、マレーシアのサラワク州クチン出身の中国系マレーシア人、リュウまたはナンゲオビレッジチーフとしても知られ、日本の茨城大学留学時にユマに会う。
Yuma（1992年4月12日 - ）、本名は大江友麻（おおえ ゆま）で、ゆうまとも呼ばれ、茨城県日立市生まれ。茨城大学人文学部を卒業。2014年2月から6月にかけて、台湾の静宜大学に留学。2016年8月に自分のYouTubeチャンネル「YUMA TV」の運用を開始し、2019年11月27日にはサブチャンネル「Ryu TVせかんど/龍王TV 2nd」を運営した。2025年1月18日にRyuuu TVを引退した。
2017年4月24日、2人は静宜大学でスピーチイベントを開催した。同じ年の7月9日に宜蘭県政府文化局に招待され、宜蘭国際児童祭で最初のInstagram写真プリンター試写会に招待された。2018年9月15日、2人は「YouTube FanFest Annual Audiovisual Ceremony」イベントに招待され、台湾および海外の他のYouTuberと同じステージでパフォーマンス。同じ年の12月18日、モバイルゲーム「Q＆Q Secretary Answerer」メーカーRyuuu TVとの特別イベントに協力参戦。

## 経験
2015年
4月5日、最初の動画をアップロード。
2016年
- 6月17日〜19日、〈京都抹茶豆乳年輪ケーキ台北試食会〉に参加。

- 7月30日、Yumaが元々の仕事を辞め、RyuとYouTubeチャンネルの運営に専念することを発表。

- 9月19日、〈京都銘菓OTABEの関西空港試食イベント〉に参加。

2017年
- 4月22日、〈Cool Japan TV 開幕式〉に参加。

- 4月24日、静宜大学で講演活動を開催。

- 7月1日、〈RyuuuTV FEST in 台北〉を開催、初めての専用ファンミーティング。
- 7月9日、宜蘭県政府文化局の招待を受け、宜蘭国際童玩祭のインスタグラム写真プリンターを初めて試用。
- 8月10日、RyuとYumaが日本で正式に結婚を登録。

2018年
- 3月16日、〈RyuuuTV FEST 2018〉を開催。
- 9月15日、2人は〈YouTube FanFest Taipei 2018〉に招待され、台湾及び海外のYouTuberと共演。
- 12月12日、〈YouTube FanFest 2018 Japan〉に招待されて参加。
- 12月18日、モバイルゲーム《Q&Q 司書解答者》とRyuuu TVが特別イベントでコラボレーション。

2019年
- 3月9日、〈RyuuuTV 旅行団 in 茨城〉を開催。
- 3月30日、〈RyuuuTV FEST 2019〉を開催。

2025年
- チャンネル名は「Ryu」に変更されました。
- 1月18日、2人は2024年12月に離婚したことを発表、Yumaはチャンネルから退職し、それぞれ茨城県以外で活動を始めることを発表。

## 出演
短編映画
- 2016年 Youtuber探偵
- 2016年 呪われた301号室（カメオ出演）

MV出演
- 黄明志《東京盆踊りTokyo Bon 2020》

## 作品
著書
- Ryu＆Yuma 主编 (2018). 跟着Ryuuu TV学日文看日本：Ryu＆Yuma的日语生活实境秀. 如何出版社有限公司. ISBN 9789861365046

主題歌
- 時時刻刻在一起 / いつも一緒！(2017年11月13日リリース)

## 結婚の変化

### 2人の関係の変化
Ryuと配偶者Yumaは長年にわたりYouTubeチャンネルを共同で運営し、深い結婚生活を築いてきました。しかし、時間の経過とともに2人の感情は次第に変化し、2024年11月にはソーシャルメディアと公衆の広範な注目と議論を引き起こしました。
YumaはRyuと共に長い間共同制作と支え合う関係を築いていましたが、2023年末にYumaとYouTuberのTommy Tommy Japanとの不倫が発覚し、この出来事は彼らの結婚生活にとって大きな転機となりました。この関係が暴露されると、YumaとRyuの間の関係はさらに疎遠になりました。
その後、2024年に若い中国人女性アーティストがRyuとの関係を築き始めました。彼女との関係は共通の友人を通じて始まり、2人はその後、感情的な結びつきが深まりました。アーティストはRyuがYumaとの関係で苦しんでいる時の支えとなり、関係を進展させました。

### 事件のタイムライン
2023年末 Yumaの不倫: YumaはTommyと不倫関係を持ち、Ryuとの感情が次第に疎遠になった。しかし、YumaとTommyの「不倫関係」は、さらに前の時期に始まっていた可能性がある。
2024年1月 RyuがYumaの不倫を発見: RyuはYumaとTommyの関係を知り、YumaはRyuに冷たく接し、彼に他の女性を探すように暗示しました。
2024年3月 TommyがYumaとの関係を終わらせる: TommyはYumaを振り、関係を終了しました。
2024年4月 Ryuとアーティストが出会う: Ryuは社交イベントで中国の女性アーティストと出会いました。RyuはYumaとの不倫問題で感情的に落ち込んでおり、彼女はその時、Ryuの感情的な支えとなり、深い慰めと支持を与えました。
その後、Ryuとアーティストの関係は友人以上のものに進展し、彼女はRyuにとって心の支えとなり、彼の自信を取り戻させ、過去の結婚生活の傷を癒しました。この新しい感情的な関係は、Ryuが人生の挑戦に立ち向かうための新たな力と希望を与えました。
2024年5月 YumaがRyuに謝罪: YumaはRyuに謝罪し、彼女と不倫相手との関係について詳細に説明しましたが、Ryuとの感情的な裂け目は修復できませんでした。
2024年6月〜7月 観客が2人の交流減少に注目: 観客はRyuとYumaの交流がほとんどないことに気付き、チャンネルには不明瞭な観光紹介動画が多くアップされました。この期間、Ryuは足を骨折して家で療養し、Yumaは友人と旅行に出かけ、両者ともに心身の状態が良くなく、お互いについて言及することはありませんでした。
2024年8月 YumaがQ&A動画を投稿: Yumaは普段一緒に食事をしない理由として、Ryuが小説を書くことに集中しており、長時間部屋にこもっているためだと説明しました。
2024年9月〜10月 Yumaが観客に疑念を呼び起こす: RyuとYumaが長期間更新をしていない中、Yumaはしばしば落ち込んだ様子を投稿し、独りで歌う動画をシェアしました。この動画では、Ryuとの関係に問題があることをほのめかし、観客は次第に2人の関係に裂け目が生じている可能性を感じ取りました。
2024年11月8日 事件が爆発:
YumaはSNSに投稿: 観客からの推測が強まる中、YumaはInstagramで投稿し、2人の関係に問題があることを示唆しました。
Ryuはアーティストの携帯で投稿: Ryuはアーティストの携帯を使って「大好き」というメッセージを発信し、ネットユーザーの間で議論を引き起こしました。
Yumaがネット上で議論を誘導: Yumaは3つのストーリーを投稿し、「私もみんなと同じ考え」と表明し、ネットユーザーにRyuを批判し、いじめるように誘導しました。
2024年11月9日
アーティストがYumaに反撃: アーティストはYumaの世論操作に不満を抱き、2人の婚姻問題の経緯を公開しました。
Ryuが詳細を説明: Ryuは自身とYumaの結婚生活と事件の経過を詳細に記した文章を投稿しました。
2024年11月11日 YumaとTommyが謝罪声明を発表: YumaとTommyはそれぞれ謝罪声明を発表しましたが、内容は核心を避け、責任を全面的に受け入れることはありませんでした。

### 公衆の反応とメディアの議論
2人が長期間更新しなかったため、Yumaは感情的に落ち込んでいる様子や独りで歌う動画でファンから心配され、Yumaは11月9日に投稿で公衆に感謝の意を示しました。しかし、その後アーティストのアカウントでRyuの絵が公開され、ファンが2人のアカウントに激しい反応と非難を示しました。Yumaもその後、限時動態で驚きを表現しました。
アーティストはその後、婚外情の経緯を説明し、不倫相手の情報も公開しました。これにより、世論はYumaを攻撃し始めました。
2024年11月10日 Ryuが詳細な記事を2本投稿し、双方の不倫関係と各方面の状況を確認しました。この事件はソーシャルメディアと公衆の広範な注目を集め、特に婚外情、感情的な修復、不倫後の感情的選択に関する議論が盛り上がりました。

### 離婚と解体の発表
2025年1月18日 RyuとYumaはYouTubeで動画を発表し、2人は2024年12月に離婚し、YumaがRyuのチャンネルを離れることを発表しました。また、2人は茨城県の住宅を売却し、茨城県を離れてそれぞれ異なる形で活動を続けることを明らかにしました。